# Viljo Vesterinen
Viljo Vesterinen, chiamato Vili (Terijoki, 26 marzo 1907 – Helsinki, 18 maggio 1961), è stato un fisarmonicista e compositore finlandese.

## Biografia
Vesterinen studiò pianoforte e violoncello all'istituto di musica Vyborg ma fu un autodidatta come un fisarmonicista. Vesterinen suonò principalmente in diversi gruppi e teatri agli inizi della sua carriera. Egli registrò la sua prima composizione nel 1929. La sua principale composizione rimane Säkkijärven polkka del 1939. Altre sue popolari canzoni sono Metsäkukkia (1931), Hilpeä hanuri (1936) e Valssi menneiltä ajoilta (1939). Vesterinen registrò un totale di 130 composizioni durante la sua carriera. A causa di abuso di alcolici e tabacco divenne sempre più debole e non riuscì più a suonare come prima. Morì il 18 maggio 1961.
Vesterinen fu protagonista di alcuni film, tra cui Säkkijärven polkka (1955) il quale racconta la sua vita.

## Premi
Vesterinen vinse il campionato nordico fisarmonica quattro volte nel 1934, 1936, 1938 e 1939 e il secondo premio Göteborg nelle competizioni internazionali di fisarmonica nel 1934. Nel 1960 la casa discografica PSO ha assegnato il premio "Disco del grammofono d'oro" a Vesterinen, A. Aimolle, Martti Jäppilälle e Georg Malmsten.

## Registrazioni
Le prime registrazioni che ha fatto risalgono all'anno 1929 e l'ultima all'anno 1953. Il pezzo più famoso di Vesterinen, registrato nel 1939, è "Säkkijärven Polkka". Questa canzone non è stata composta da Vesterinen, ma la sua esecuzione è quella più famosa. Essa è nota soprattutto per l'uso militare durante la Guerra di Continuazione per effettuare il jamming sulle radio mine dei Sovietici.
L'ultima registrazione risale all'anno 1953, quando Kauko Käyhkö cantava al suo accompagnamento il valzer "Soittajan kaipuu". Esistono oltre 130 registrazioni di Viljo Vesterinen.

## Famiglia
Viljo Vesterinen era sposato con Toini Vesterinen (1921 - 1991).

## Collezioni
- Viljo Vesterinen – Pohjoismaiden harmonikkamestari 1 (Finlandia PSOP 1, 1963)
- Viljo Vesterinen – Pohjoismaiden harmonikkamestari 2 (Finlandia PSOP 25, 1967)
- Viljo Vesterinen 3 (Finlandia PSOP 77, 1971)
- Viljo Vesterinen: Säkkijärven polkka (Rytmi RILP 7048, 1969)
- Viljo Vesterinen – Vili (Helmi HLP 626–627, MCD 26, 1989)
- Viljo Vesterinen: 20 suosikkia – Säkkijärven polkka (Finnlevy 3984-22506-2, 1996)
- Viljo Vesterinen 1929–1953 Vol. 1 (Artie Music, 2007)